# 斯蒂夫基
斯蒂夫基（英語：Stiffkey）是英國諾福克郡北海岸的一個村莊和民政教區。它位於A149海岸公路，距海濱韋爾斯以東約6公里（3.7英里），距布萊克尼以西6公里（3.7英里），距諾里奇西北40公里（25英里）。根據2001年英國人口普查的數據顯示，斯蒂夫基面積為14.55平方公里（5.62 平方英里）共有105戶223人，然而當2011年英國人口普查時，斯蒂夫基人口降至209人。
就地方政府而言，該教區屬於北諾福克區。